# Raúl Garello

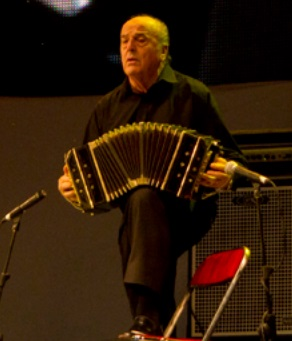
Raúl Garello

Raúl Garello (* 3. Januar 1936 in Chacabuco; † 29. September 2016 in Buenos Aires) war ein argentinischer Bandoneonist, Orchesterleiter und Tangokomponist.

## Biographie
Garello spielte von 1949 bis 1953 in seiner Heimatstadt im Orchester von Héctor Marsiletti. Danach ging er nach Buenos Aires, wo er Mitglied des Orchesters von Radio Belgrano (gegründet im Jahre 1923) wurde. Er arbeitete u. a. mit dem Orchester von Mario Brugni, begleitete den Sänger Carlos Dante und spielte Aufnahmen mit Roberto Pansera ein. Mit den Bandoneonisten Alfredo de Franco und Osvaldo Piro trat er in das Begleitorchester von Alberto Morán ein, das er später leitete.
Von 1963 bis 1975 war Garello Bandoneonist und Arrangeur in Aníbal Troilos Tango-Orchester. Er schrieb außerdem Arrangements für die Orchester von Enrique Francini und Leopoldo Federico. Ab 1965 arbeitete er als Begleiter von Sängern wie Roberto Goyeneche, Rubén Juárez, Floreal Ruiz, Roberto Rufino, Eladia Blázquez, Edmundo Rivero, Dyango und Susana Rinaldi. 1974 debütierte er mit seinem ersten eigenen Ensemble, dem Sextett El viejo almacén.
1980 gründete er mit Carlos García das Orquesta del Tango de Buenos Aires. Mit Horacio Ferrer komponierte er 1987–1988 die Nummern zu dem Album Viva el Tango, später auch die Reihe Tangos en Homenaje a Woody Allen. 1988 wirkte er mit seinem Orchester an dem Film Tango for two von Héctor Olivera mit, 1989 trat er beim Tango-Festival in Granada auf und 1990 am renommierten Teatro Colón in Buenos Aires. Mitte der 1880er Jahre zeichnete das Sinfonieorchester Toulouse unter der Leitung von Michel Plasson mit den Solisten Julio Pane und Salvador Giaimo Arrangements Garellos von Kompositionen Carlos Gardels und Alfredo Le Peras auf.

## Diskographie
- Tiempo Fuerte, 2010
- Buenos Aires es tu fiesta (mit Horacio Ferrer und Marcelo Tommasi), 2009
- Tocata para sexteto, 2008
- Arlequín porteño, 2006
- Diálogos de poeta y bandoneón (mit Horacio Ferrer), 2006
- Tangos Clásicos al estilo Garello, 2006
- Tangos modernos, 2006
- Diálogos de Poeta y Bandoneón (mit Horacio Ferrer), 2004
- La Orquesta de tango de Buenos Aires - en vivo teatro Colón, 2004
- Arlequín Porteño, 2003
- La Orquesta de tango de Buenos Aires, 2002
- Dancing Tango, 2002
- From Argentina to the world, 1998
- Piazzolla porteño, 1996
- Orquesta de tango de Buenos Aires, 1996
- Tributo a Piazzolla, 1993
- Buenos Aires by night, 1993
- Tangos ... a toda orquesta, 1993
- Raúl Garello para bailar, 1993
- En Homenaje a Woody Allen, 1992
- Gardel - Tangos, 1992
- Cantor de mi barrio, 1991
- La Orquesta de tango de Buenos Aires, 1990
- Viva el tango, 1990
- Viva el tango, 1988
- Garello por Garello, 1985
- Margarita de agosto, 1982
- Buenos Aires ahora, 1980
- Buenos Aires a todo tango, 1977

## Weblink
- Raúl Garellos Homepage